# Nanuk (Schiff)
Die Nanuk (bis 1923 Ottilie Fjord) war ein Handels- und Walfangschoner, der später in der Filmindustrie von Hollywood eingesetzt wurde, unter anderem als historisierendes Vollschiff bei Filmaufnahmen.

## Bau und Betrieb derOttilie Fjord
Die Ottilie Fjord wurde 1892 als Dreimastschoner mit „steam-boat“ Takelung bei H. D. Bendixsen in Eureka in Kalifornien gebaut. Das Schiff gehörte einem Zusammenschluss von 12 Eignern, die mehrheitlich im Humboldt County ansässig waren, und wurde nach der Tochter Ottilie Fjord eines Eigners, Lorentz Fjord, benannt, der ein Schiffsausrüster in San Francisco war. Die erste Fahrt brachte die Holzfracht eines anderen Eigners, Isaac Minor, nach San Luis Obispo.
Ottilie Fjord wurde als Frachtsegler an der Westküste der Vereinigten Staaten und im Pazifik eingesetzt. Im Oktober 1903 wurde sie vor dem Hafen von Honolulu (Hawaii) durch Schlepper aus Seenot gerettet, als sie mit einer Ladung Holz aus San Francisco auf Land aufgelaufen war.
1904 ging eine Reise mit einer Ladung Kohle von San Francisco nach Topolobampo (Mexiko) und endete in Eureka.
Bei einer Fahrt nach Honolulu für die Charles Nelson Company im Jahr 1905 wurde der Wert der Ladung mit beinahe 7.000 Dollar angegeben (2023: 240.000 Dollar).
1906 wurde die Ottilie Fjord an die Pacific States Trading Company verkauft.
Anschließend wurde auch von entfernteren Zielen berichtet, z. B. 1912 das arktische Beringmeer.
Bei dieser Fahrt verlor sie in zwei Stürmen zwei Anker und 55 Fathoms (100 m) Ankerkette.
Am Morgen des 30. April 1919 registrierte das Lick-Observatorium auf Mount Hamilton ein starkes, 45 Minuten andauerndes Erdbeben.
Kapitän Olsen von der Ottilie Fjord berichtete nach seiner Rückkehr aus dem 8.600 km entfernten Tonga am 21. Juli, dass dies, verbunden mit einer „tidal wave“, auf den Inseln große Zerstörung, viele Tote und Verletzte und einen Versorgungsnotstand verursacht habe. Sein Schiff habe diese Katastrophe als einziges überstanden.
Im April 1921 führte eine Reise der Ottilie Fjord nach Pago Pago (Amerikanisch-Samoa).
Kapitän C. Pedersen, ein erfahrener Arktisfahrer, fuhr ab 1923 mit Ottilie Fjord von Oakland aus zum Fellhandel, Walrossjagd und Walfang in den Arktischen Ozean. Er wurde von seiner Ehefrau begleitet, einer kanadischen Krankenschwester, die Pedersen 1920 von einem presbyterianischen Missionskrankenhaus am nördlichsten Punkt der USA, Point Barrow, nach Kalifornien gebracht und später geheiratet hatte.
Sie fuhr seitdem als einzige Frau in der achtzehnköpfigen Besatzung aus Seeleuten und Walfängern mit und war sowohl als „The Doctor Lady From the Ship“ (Frau Doktor vom Schiff) für Besatzung und Außenstehende als auch als mitarbeitendes Besatzungsmitglied beschäftigt.
1923 brachte Ottilie Fjord von Pedersens erfolgreichster Fahrt eine Ladung aus Blubber und Fellen nach Hause, die mit einer Million Dollar (2023: 17,7 Millionen Dollar)
bewertet wurde. Dabei soll die Frau des Kapitäns ein mögliches Scheitern verhindert haben, indem sie diesen aus dem Krähennest rechtzeitig vor einer Gefahr durch Packeis gewarnt habe.

## AlsNanukin der Arktis
Nach der Reise im Sommer 1924, nun als Nanuk (Inuktitut für Eisbär), berichtete Pedersen von Geschäften mit sowjetischen Offiziellen auf der Großen Diomedes-Insel an der Grenze zwischen Alaska und Russland. Seine Geschäftspartner hätten ihm nach Abschluss der Verhandlungen eine Strafe von 2.200 Dollar wegen „wiederholten Handeltreibens ohne sowjetische Genehmigung“ auferlegt, worauf er nach Alaska zurückgekehrt sei. Die Fracht aus Walrosselfenbein und Fellen im Wert von 100.000 Dollar (2023: 1,8 Millionen Dollar) entschädigte dafür. Pedersen brachte auch zwei lebende Eisbären mit, die er an Tiergärten verkaufen wollte.
Im Sommer 1925, als „auxiliary trading schooner“,
brachte Nanuk eine Rekordfracht Felle im Wert von 250.000 Dollar (2023: 4,3 Millionen Dollar) mit, dazu Elfenbein, Salz, Kabeljau und Makrelen. Mrs. Pedersen berichtete ausführlich von mühsamen und gefährlichen Eispassagen und von den gesundheitlichen Problemen der Eskimos durch Mangelernährung und die fehlende Resistenz gegen Krankheiten wie Tuberkulose, Masern und Atemwegserkrankungen von Schnupfen bis Lungenentzündung, die von den Jägern, Händlern und Missionaren in die Arktis gebracht wurden.
Auf dieser Fahrt erhängte sich ein achtzehnjähriger Kabinenjunge auf der Nanuk kurz vor der Ankunft auf Herschel Island (Kanada), wo er beigesetzt wurde.
Die Nanuk ging 1926 in den Besitz der Swenson Fur Trading Company (New York und Seattle) über, die bis 1930 einen exklusiven Fünfjahresvertrag mit der Sowjetunion erfüllte und an arktische Außenposten wie z. B. am Golf von Kolyma (Nordsibirien) Versorgungsgüter gegen Felle lieferte.
Bei einer Walrossjagd erlegten die Männer der Nanuk im Jahr 1928 in weniger als zwei Wochen 297 Tiere, bevor Ruder und Schraube im Eis beschädigt wurden.
1929: tödlicher Evakuierungsflug
Im Mai 1929 begaben sich Olaf Swenson, der Eigner, und seine siebzehnjährige Tochter Marion mit der Nanuk auf eine Rettungsmission für sein Motorschiff Elisif, das bei North Cape (Sibirien, heutiger Name Cape Schmidt) eingefroren überwintert hatte. Die Elisif kam frei. Im September wurde die Nanuk mit Fellen im Wert von 1,5 Millionen Dollar (2023: 26,6 Millionen Dollar) am Kap Schmidt von Eis überrascht und eingeschlossen. Daraufhin richtete man sich auf eine Überwinterung ein. Alaskan Airways flog im November sechs Mann Personal und Waren nach Teller (Alaska) aus; fünf verblieben an Bord, inklusive der Swensons.
Bei einem weiteren Flug am 9. November 1929 zur Versorgung der Mannschaft und zum Abtransport der wertvollen Fracht wurden Pilot Carl Ben Eielson und Mechaniker Frank Borland zunächst 60 Meilen von Kap Schmidt entfernt in einem Sturm vermisst
und nach einer wochenlangen Suchaktion tot aufgefunden – sie waren abgestürzt. Die Nanuk war bis Juli 1930 im Eis gefangen und kehrte im August unbeschädigt wieder nach Seattle zurück (Bildbericht).

## In Hollywood
Im Mai 1932 charterte Metro-Goldwyn-Mayer das Motorschiff Nanuk als Transportschiff nach Alaska für Außenaufnahmen des Films Eskimo.
Die Produktion überließ nichts dem Zufall: Man nahm Kunstschnee, Gebläse und Eskimodarsteller mit.
Als Produktionsort wählte man Teller. Nanuk ging während der Dreharbeiten zeitweise auf Jagd- und Walexpeditionen
und wurde während der Drehzeit von einem Jahr wieder von Eis eingeschlossen. Außerdem kaufte MGM die Nanuk von Swenson
und ließ sie nach der Rückkehr nach Los Angeles für den Film Die Schatzinsel
zum Piratenschiff Hispaniola umbauen. Aus dem Schoner wurde so ein kanonenbestücktes Vollschiff.
Gleich anschließend wurde Nanuk zu einer Fregatte der britischen Admiralität: In Meuterei auf der Bounty
stellte sie die HMS Pandora dar.
Gemeinsam mit Lily als Nachbildung der HMAV Bounty fuhr sie für Filmaufnahmen bis nach Tahiti.
JaySea zufolge wurde die Nanuk später an die mexikanische Regierung (Cia Naviera Nacional del Pacifico) verkauft, der Masten entledigt und mindestens bis 1960 als Motorschiff geführt.
Einige Fotos der Nanuk sind in JaySea's blog The First Bounty Replica zu finden.